# DIVA (中森明菜のアルバム)
『DIVA』（ディーバ）は、日本の歌手中森明菜の23枚目のスタジオ・アルバム。このアルバムは2009年8月26日にユニバーサルシグマよりリリースされた (CD: UMCK-1331, 2CD: UMCK-9298/9)。

## 背景
『DIVA』は、前作『DESTINATION』からおよそ3年ぶりとなるスタジオ・アルバムで、2009年3か月連続アルバム・リリースの第三弾である。このアルバムは、2009年8月26日に、通常盤 (CD: UMCK-1331)、初回限定盤（2枚組CD: UMCK-9298/9）の2形態でリリースされた。2009年9月2日には、通常盤のデジタル・ダウンロードも開始された。本作では、アップナンバーやバラード楽曲を収録しており、R&Bの特性を取り込んだアップナンバーでは海外クリエーターチームを起用した。海外クリエーターチームが参加した楽曲のプロデュースには、BNA PRODUCTIONS、ロドニー・アレハンドロ、マシュー・ティシュラー、ジェニファー・カーが担当した。アルバムのレコーディングは、ウエストサイド、WARNER MUSIC RECORDING、STUDIO AT THE PALMSで行われた。中森がMiran:Miran名義で、前作『DESTINATION』に続き作詞した。初回限定盤のDISC 2には、ボーナス・トラックとして本作タイトルチューンである「DIVA」と、「Heartache」のリミックス・バージョンを収録した。また、本作収録曲の「HEARTBREAK」は、初回限定盤DISC 2収録曲「Heartache -michitomo remix-」と異名同曲異歌詞曲である。この「HEARTBREAK」は、1988年のスタジオ・アルバム『Femme Fatale』収録曲「Heartbreak」とは同名異曲である。

## シングル
タイトルチューンの「DIVA」が、本作発売後の2009年9月23日にシングルカットされた (CD: UMCK-5257)。シングルとしては、前作「花よ踊れ」から3年ぶりのリリースとなった。「DIVA」は、シングル盤では「DIVA Single Version」としてシングル・バージョンで収録された。また、シングル「DIVA Single Version」の2曲目には、本作初回盤"DISC 2"収録の「Heartache -michitomo remix-」がオリジナル・バージョンで「Heartache」として収録された。

## 批評
『ミュージック・マガジン』の保母大三郎は、本作について「猥雑かつ崇高。クール極まった傑作。」であり、「86年の『不思議』に比肩する音楽的質の高い傑作」と批評した。『CDジャーナル』は「カヴァーのみならず、自らのために書かれた楽曲もいっそう輝くのが中森明菜。本作は特にそう断言できる。」と批評した。

## チャート成績
本作は、2009年9月7日付のオリコン週間アルバムチャートで初登場し、最高順位29位を記録した。同チャートには、計3週に渡ってランクインしている。

## 収録曲
| #         | タイトル            | 作詞                          | 作曲                                                              | 編曲      | 時間  |
| --------- | ------------------- | ----------------------------- | ----------------------------------------------------------------- | --------- | ----- |
| 1.        | 「GIVE TAKE」       | Ryohei Matsufuji              | Philippe-Marc Anquetil, Chris Lee-Joe, Jasmine Denham             |           | 3:47  |
| 2.        | 「DIVA」            | Ryohei Matsufuji              | Philippe-Marc Anquetil, Chris Lee-Joe. Emma Rohan                 |           | 3:21  |
| 3.        | 「thinking of you」 | 新屋豊                        | 新屋豊                                                            | 新屋豊    | 4:13  |
| 4.        | 「REVERSE」         | Ryohei Matsufuji              | Philip Hochstrate, Tom Howe, Denise Saneinia                      |           | 3:40  |
| 5.        | 「逢えなくて」      | Ryohei Matsufuji              | 新屋豊                                                            | 新屋豊    | 5:03  |
| 6.        | 「X lady」          | Ryohei Matsufuji              | Roxanne Smith, Rick Smith, Anna-Maria La Spina                    |           | 3:31  |
| 7.        | 「HEARTBREAK」      | Ryohei Matsufuji, Miran:Miran | Matthew Tishler, Deanna Dellacioppa, Rodney Alejandro, Jenny Karr |           | 3:33  |
| 8.        | 「with」            | 新屋豊                        | 新屋豊                                                            | 新屋豊    | 3:06  |
| 9.        | 「茜色の風」        | 新屋豊                        | 新屋豊                                                            | 新屋豊    | 4:17  |
| 10.       | 「Going home」      | ADYA                          | 新屋豊                                                            | 新屋豊    | 3:38  |
| 合計時間: | 合計時間:           | 合計時間:                     | 合計時間:                                                         | 合計時間: | 38:09 |

| #         | タイトル                        | 作詞                      | 作曲                                                              | 編曲      | 時間  |
| --------- | ------------------------------- | ------------------------- | ----------------------------------------------------------------- | --------- | ----- |
| 1.        | 「DIVA -michitomo remix-」      |                           |                                                                   |           | 7:44  |
| 2.        | 「Heartache -michitomo remix-」 | エガワヒロシ, Miran:Miran | Matthew Tishler, Deanna Dellacioppa, Rodney Alejandro, Jenny Karr |           | 3:46  |
| 合計時間: | 合計時間:                       | 合計時間:                 | 合計時間:                                                         | 合計時間: | 11:30 |

## クレジット
『DIVA』のライナー・ノーツより
参加ミュージシャン
| - 高屋亜希那：コーラス (M-1-2、4、7) - Chisako：コーラス (M-3、5、8-10) - 遠山哲朗：ギター (M-5、8-10) - 松藤量平：コーラス (M-8-9) - クラッシャー木村ストリングス：ストリングス (M-9) | - 江口信夫：ドラムス (M-10) - 岡本陽一：ベース (M-10) - 紺野紗衣：ピアノ (M-10) - RUSH by 加藤高志：ストリングス (M-10) |

スタッフ
| - PRODUCED BY BNA PRODUCTIONS FOR CAPED CRUSADER MANAGEMENT (M-1-2、4、6)、RODNEY ALEJANDRO FOR SWEETSPOT ENTERTAINMENT、MATT TISHLER FOR LAUDROMAT MUSIC AND JENNIFER KARR (M-7) - PRODUCTION CORDINATION BY YUKO YASUMOTO FOR DOWNTOWN MUSIC (M-1-2、4、6-7) - レコーディング & ミキシング・エンジニア：RICK ANDERSON - アシスタント・エンジニア：石光孝 (MIXER'S LAB)、中野健太郎 (MIXER'S LAB)、波房渉 (MIXER'S LAB)、MARK GRAY (STUDIO AT THE PALMS) - ミキシング・スタジオ：prime sound studio form - レコーディング・スタジオ：ウエストサイド、WARNER MUSIC RECORDING、STUDIO AT THE PALMS - マスタリング・エンジニア：MOTOHIRO TSUJI (from THE MASTER) - マスタリング・スタジオ：from THE MASTER - ミュージシャン・コーディネーション：NORIKO SEKIYA (FACE MUSIC) - レコーディング・コーディネーション：KAZ OGISO - アート・ディレクション：KITETSU TAKAMIYA (67531GRAPHICS) | - デザイン：CHIKAKO NAKAYAMA (67531GRAPHICS) - 撮影：MICHAEL FREEMAN - スタイリング：MIKA TANIGUCHI - クリエィティヴ・マネージャー：YOKO TANAKA (67531GRAPHICS) - アートワーク・コーディネーション：宮本仁美 (UNIVERSAL MUSIC LLC) - FAITHWAY：YUMIKO KAWABATA - A&R：MAX SEAMAN - HEAD OF MARKETING & PRODUCT MANAGEMENT DIVISION：大原浩（ユニバーサルシグマ） - セールス・プロモーション：NAOKO IWASAKI（ユニバーサルシグマ） - HEADS OF MEDIA PROMOTION：DAISUKE FUJIKAWA and CHIE ITOH（ユニバーサルシグマ） - LABEL HEAD：森淳一（ユニバーサルシグマ） - エグゼクティヴ・プロデューサーズ：寺林晁 (UNIVERSAL MUSIC LLC)、藤倉尚（ユニバーサルシグマ） - エグゼクティヴ・プロデューサー&ディレクター：DON FLAMINGO - スペシャル・サンクス：Zoe Thrall (STUDIO AT THE PALMS) |

## リリース履歴
| 発売日         | レーベル           | 規格  | 品番        | 備考                     |
| -------------- | ------------------ | ----- | ----------- | ------------------------ |
| 2009年8月26日  | ユニバーサルシグマ | CD    | UMCK-1331   | 通常盤                   |
| 2009年8月26日  | ユニバーサルシグマ | 2-CD  | UMCK-9298/9 | 初回限定盤               |
| 2017年5月3日   | ユニバーサルシグマ | UHQCD | UPCH-7283   | 限定盤                   |
| 2023年5月31日  | ユニバーサルシグマ | CD    | UPCY-7842   | スペシャルプライス再発盤 |
| 2023年12月13日 | ユニバーサルシグマ | LP    | UPJY-9351   | 初アナログLP化、限定盤   |

## 参照
1. 1 2 3 4 5 6 7 8 9 10  『DIVA』（2×12cmCD）中森明菜、ユニバーサルシグマ、2009年8月26日。UMCK9298/9。
2. 1 2  “JBOOK:DIVA:中森明菜:CD”.  文教堂. 2011年3月13日閲覧。
3. 1 2  “楽天ブックス: DIVA（初回限定2CD） - 中森明菜 : CD”.  楽天. 2011年3月13日閲覧。
4. 1 2 3  “中森明菜-リリース-ORICON STYLE ミュージック”.  オリコン. 2012年4月1日閲覧。
5. 1 2  “中森明菜 / ディーバ [CD] [アルバム] - CDJournal.com”.   音楽出版社. 2011年2月22日閲覧。
6. 1 2 3  “中森明菜 - DIVA[初回限定盤][＋DVD] - UNIVERSAL MUSIC JAPAN”.  ユニバーサルミュージック合同会社. 2012年7月4日閲覧。
7. 1 2  “中森明菜 - DIVA - UNIVERSAL MUSIC JAPAN”.   ユニバーサルミュージック合同会社. 2012年7月4日閲覧。
8. ↑  “iTunes - ミュージック - 中森明菜「DIVA」”.  Apple. 2012年4月1日閲覧。
9. ↑  “mora[モーラ] : 中森明菜「DIVA」を試聴・ダウンロード”.  レーベルゲート. 2012年4月1日閲覧。
10. ↑  『DESTINATION』（12cmCD）中森明菜、ユニバーサルシグマ、2006年6月21日。UMCK-1209。
11. ↑  “ブログ情報 - エガワヒロシのブログ”.   エガワヒロシ. 2012年3月30日時点のオリジナルよりアーカイブ。2012年4月1日閲覧。
12. ↑  中森明菜『DIVA』（2×12cmCD）UMCK9298/9、2009年8月26日。
13. ↑  鷺沼晶良「今月の注目盤」『CDジャーナル』第53巻第11号、音楽出版社、2009年11月1日、90頁、EAN 4910042551193。
14. ↑  “HEARTBREAK - 中森明菜 - 歌詞 : 歌ネット”.   ページワン. 2012年4月1日閲覧。
15. ↑  “Heartbreak - 中森明菜 - 歌詞 : 歌ネット”.   ページワン. 2012年4月1日閲覧。
16. ↑  『Femme Fatale』（LP）中森明菜、ワーナー・パイオニア、1988年8月3日。L-12653。
17. 1 2 3 4  “中森明菜 / ディーバ シングルヴァージョン [CD] [シングル] - CDJournal.com”.   音楽出版社. 2012年4月1日閲覧。
18. 1 2  『DIVA Single Version』（12cmCD）中森明菜、ユニバーサルシグマ、2009年9月23日。UMCK-5257。
19. ↑  保母大三郎「アルバム・レビュー 歌謡曲/J-POP」『ミュージック・マガジン 2009年10月号』第41巻第13号、ミュージック・マガジン、2009年9月19日、162頁、4910084791090。
20. ↑  “CDアルバム 週間ランキング-ORICON STYLE ランキング”.   オリコン. 2012年4月1日閲覧。